# Gullfjellet
Gullfjellet är en norsk svartvit komedifilm från 1941 i regi av Rasmus Breistein. I de ledande rollerna ses Jens Gundersen,   Karl Holter och Eva Sletto.

## Handling
Rolf Rønne börjar arbeta som dräng på den stora gården Benningstad. Han lurar Jørgen Krullerstugun att han har funnit guld vid Kråkberget. Jørgen börjar i hemlighet gräva efter guldet och hittar också vad han tror är guld, men som i själva verket är glimmer. Ryktet om guldet sprider sig och snart strömmar människor dit för att få sin del av lyckan. Markägaren Hans vill först inte sälja marken, men ger med sig när tidningarna börjar skriva om guldet. Han startar företaget A/S Gullminen och börjar spendera pengar. Hela bygden grips av guldfeber och flera av bygdens bönder säljer sina gårdar för att kunna köpa aktier i företaget.
Tre unga människor håller sig dock utanför uppståndelsen: den fattige Rolf, Randi (dottern på Benningstad) och den rike norskamerikanen Nils Røst. Rolf har ett gott öga till Randi och hon till honom, men hon ger efter för modern och förlovar sig med Nils. Nils får snart erfara att Randi är förälskad i Rolf och han bestämmer sig för att resa tillbaka till Amerika. Han ger hela sin gård med besättning, redskap och inneboende till Rolf och Randi.
Medan guldfebern rasar som värst reser Karl Kanten till Oslo för att sälja lite av guldet till Norges Bank. Där blir han upplyst om att guldet i själva verket är gråsten. Han reser tillbaka till Benningstad och hamnar mitt i en stor fest. Festens glada miner förbyts när den tråkiga nyheten meddelas. Kort därefter återgår bönderna till att bruka den jord de aldrig skulle ha övergett.

## Rollista
- Karl Holter – Hans Benningstad
- Tove Bryn – Olaug Benningstad
- Eva Sletto – Randi, deras dotter
- Jens Gundersen – Rolf Rønne
- Ragnhild Hald – Olea
- Martin Gisti – Jørgen Krullerstugun
- Toralf Sandø – Karl Kanten
- Ottar Wicklund – Nils Røst
- Øystein Børke – Lars Heksvold
- Bjarne Bø – Amund Hageløkka
- Finn Bernhoft – Jon
- Edvard Drabløs – bonde
- Sigurd Eldegard	– bonde
- Leif Enger – Larsen
- Gustav Fernslew – Sjur Bjelke
- Erling Hanson – bankdirektören i Oslo
- Johan Hauge – sorenskriveren
- Joachim Holst-Jensen	 – Tater-Mekkel
- Jens Holstad – Mons Listerud
- Leif Juster – vaktmästaren på banken
- Sigurd Magnussøn – ordföranden
- Lisbet Nyborg – Berte Kanten
- Harald Ottho – Arve Benningstad
- Thorleif Reiss – Pettersen
- Amund Rydland – Hol, en bonde
- Folkmann Schaanning – professorn
- Henny Skjønberg – Matja Krullerstugun
- Harald Steen – bankchefen på Hamar
- Einar Vaage – Halvor
- Karlot Engen – kontorist (ej krediterad)
- Georg Nordahl – kassör (ej krediterad)

## Om filmen
Gullfjellet bygger på Ove Arthur Ansteinssons pjäs med samma namn som omarbetades till filmmanus av regissören Rasmus Breistein. Filmen producerades av bolaget Norsk Film A/S med Titus Vibe-Müller som produktionsledare. Den fotades av Kåre Bergstrøm, Ulf Greber och Per Gunnar Jonson och klipptes av Vibe-Müller. Musiken komponerades av Adolf Kristoffer Nielsen. Filmen premiärvisades den 14 april 1941 i Norge.